# Sebastiano Montallegri
Sebastiano Montallegri (Faenza, 1784 – Huesca, 24 maggio 1837) è stato un patriota e militare italiano, ex ufficiale napoleonico partecipò ai moti romagnoli del 1831-1832, costretto all’esilio riparò nella Legione straniera francese, ove trovò la morte nella prima guerra carlista di Spagna.

## Biografia
Sebastiano Montallegri nacque a Faenza nel 1784. Ufficiale nel Regno Italico, si iscrisse alla Carboneria durante i primi anni della Restaurazione del 1815. Con lo scoppio della guerra per la costituzione spagnola del 1821 si affrettò a schierarsi in armi dalla parte dei costituzionalisti. Rimpatriato nel 1824 in Romagna, fu fra i 514 patrioti processati il 31 agosto del 1825 dal cardinale Agostino Rivarola a Ravenna e condannato a 15 anni di detenzione da scontarsi presso il carcere di Ferrara.
Lo scoppio dei primi moti rivoluzionari del 1831 gli permise di riottenere la libertà e si pose subito agli ordini del generale Giuseppe Sercognani del governo provvisorio di Bologna, sotto il quale comandò, con il grado di maggiore, nella campagna dell'Umbria, la Guardia Nazionale di Cesena contro l'esercito austriaco sceso per restaurare il governo del Papa. Il 21 marzo dello stesso anno fu tra i firmatari a Terni, con Alessandro Guidotti, della protesta contro il proclama del generale Armandi, ministro della Guerra del governo provvisorio bolognese, che invitava tutti gli armati alla consegna delle armi alle forze nemiche e di non marciare verso Roma.
Dopo la capitolazione di Ancona, occupata dalle truppe austriache nel marzo 1831, fu tra quei patrioti non compresi nell'amnistia, promessa a coloro che dichiararono formale sottomissione al governo papale. Montallegri emigrò così temporaneamente in Corsica, di dove tornò in Romagna ben presto e capitanò il 20 gennaio 1832 i duemila patrioti romagnoli nella battaglia della Madonna del Monte presso Cesena, rimediando una sconfitta dalle truppe papaline comandate dal colonnello Barbieri.
Riparò nuovamente in Francia e nel 1833 si arruolò nella neonata Legione straniera francese con il grado di capitano combattendo valorosamente nella campagna per la conquista dell'Algeria. Decorato della Legion d'onore, con lo scoppio della prima guerra carlista, seguì la Legione in quella spedizione e morì da valoroso nella battaglia di Huesca nel maggio 1837, combattendo poi sotto gli ordini del generale Baldomero Espartero.
Nel 1887 lo storico Atto Vannucci nel suo scritto “I Martiri della libertà Italiana dal 1794 al 1848” scrisse che Montallegri “in tutta la vita si mostrò uomo integerrimo, e ardentissimo nell'amore della causa italiana”.